# إيدير سيلفا فيريرا
إيدير سيلفا فيريرا (7 أبريل 1983 في ساو باولو في البرازيل – )؛ هو لاعب كرة قدم سابق كان يلعب كلاعب وسط.

## وصلات خارجية
- إيدير سيلفا فيريرا على موقع رابطة كرة القدم اليابانية للمحترفين (اليابانية)
- إيدير سيلفا فيريرا على موقع قاعدة بيانات كرة القدم.إي يو (الإنجليزية)
- إيدير سيلفا فيريرا على موقع قاعدة بيانات كرة القدم.إي يو (الإنجليزية)
- إيدير سيلفا فيريرا على موقع Soccerway.com (الإنجليزية)
- إيدير سيلفا فيريرا على موقع عالم كرة القدم.نت (الإنجليزية)